# Mehedinți (distrito)
Pronunciação
Mehedinți é um județ (distrito) da Romênia, na região da Valáquia. Sua capital é o município de Drobeta-Turnu Severin.